# Boma (stad)
Boma is een havenstad in Congo, gelegen op de rechteroever van de rivier de Kongo op ongeveer 100 kilometer afstand van de monding. Het is gesticht in de 16e eeuw als handelspost voor slaven. In 1889 bouwden de Belgen de haven uit voor het vervoer van landbouw- en bosbouwproducten. Het was de hoofdstad van de Onafhankelijke Congostaat en daarna van Belgisch-Congo tot in 1926 Leopoldstad (het huidige Kinshasa) die rol overnam. De spoorlijn van Mayombe verbond Boma met Tshela in het noorden. De lijn werd in etappes aangelegd van 1899 tot 1912 en werd opgebroken in 1984. Er is een wegverbinding met Kinshasa.
De haven van Boma is na die van Matadi de grootste zeehaven van Congo. Er is een belangrijke import van tweedehands voertuigen en er is een containerterminal. Sinds 2010 wordt de haven beheerd door de Société Générale des Transports et des Ports (SGTP).
Het is sinds 1959 de zetel van het rooms-katholieke bisdom Boma.

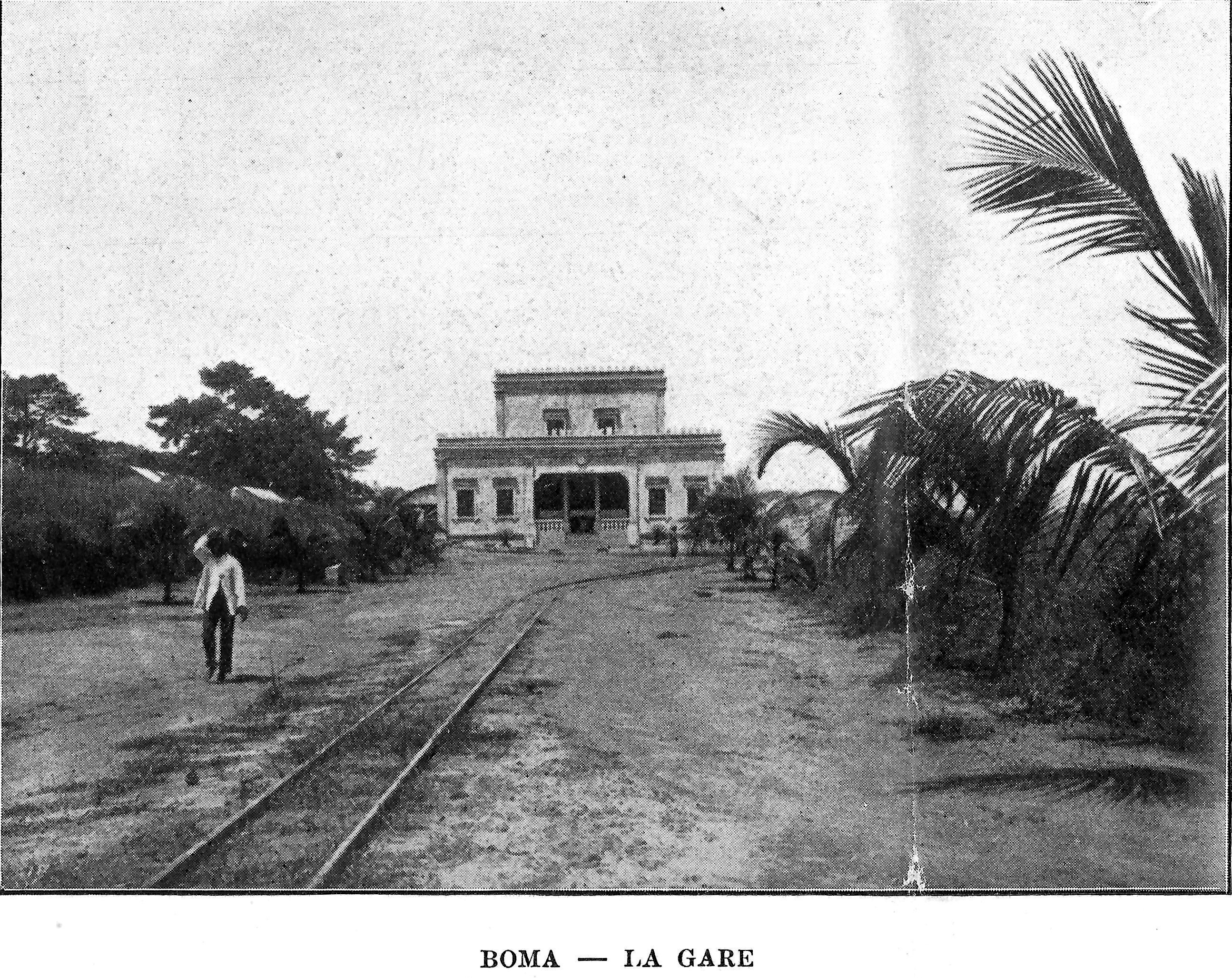
Station van Boma

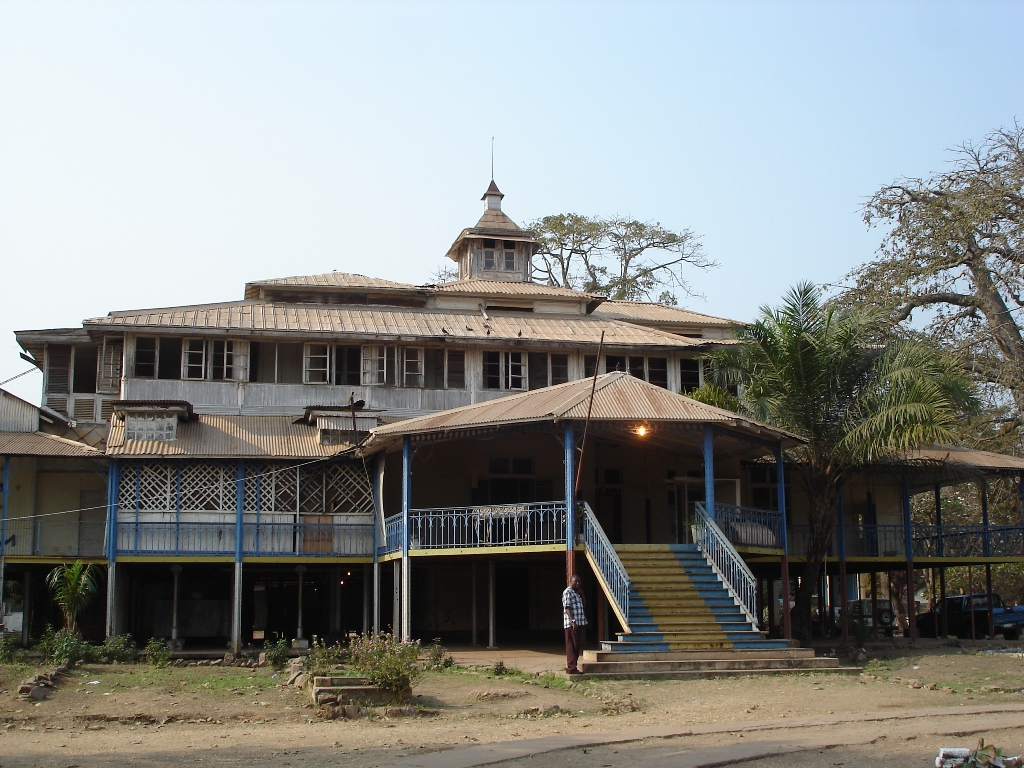
Voormalige residentie van de gouverneur-generaal te Boma

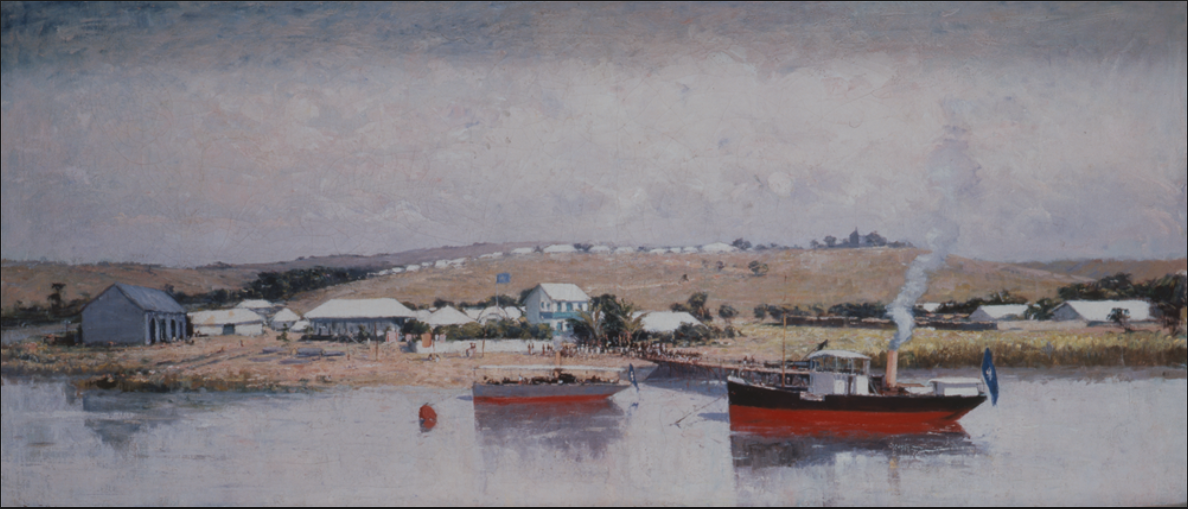
Boma in 1888, door Frans Hens